# Insolentipalpus acypera
Insolentipalpus acypera là một loài bướm đêm trong họ Noctuidae.